# Питерсберг (зона переписи населения)
Питерсберг — определённое переписью место и административный центр Питерсбергского округа на Аляске. Население при переписи 2010 года составляло 2948 человек по сравнению с 3224 в 2000 году.
Район включает в себя Питерсберг и Купреаноф, а также необитаемые районы, простирающиеся до канадско-американской границы и южной границы города Джуно.
Климат Питерсберга — субполярный океанический (Cfc), тесно граничащий с субарктическим климатом (Dfc). 16 января 1981 года в Питерсберге была зафиксирована максимальная дневная температура 62 °F (17 °C), самая высокая за всю историю января на Аляске. Одиннадцать лет спустя, 27 февраля 1992 года, наблюдался максимум 19 °C (66 °F), что также стало рекордным месяцем для штата.